# Guy Lapébie
Martial Guy Lapébie (28 de novembro de 1916 - 8 de março de 2010) foi um ciclista francês. Nos Jogos Olímpicos de 1936, Lapébie ganhou duas medalhas de ouro e uma medalha de prata.